# Zofia Romanowiczowa

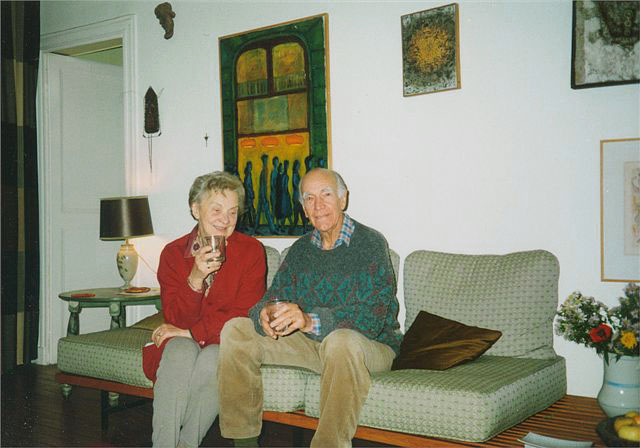
Zofia i Kazimierz Romanowiczowie w swoim ówczesnym paryskim mieszkaniu, przy rue Debelleyme – wrzesień 1998 r.

Zofia Romanowiczowa (ur. 18 października 1922 w Radomiu, zm. 28 marca 2010 w Lailly-en-Val) – polska pisarka i tłumaczka.

## Życiorys
Córka legionisty i urzędnika Zygmunta Górskiego oraz Marianny ze Stolińskich. Uczyła się w gimnazjum i liceum im. Tytusa Chałubińskiego w Radomiu. Współredagowała szkolne pisemko „Sztubackie głosy”, gdzie zamieszczała pod pseudonimem Claudia swoje wiersze.
Po wybuchu II wojny światowej przebywała nadal w Radomiu, była łączniczką Związku Walki Zbrojnej. Aresztowana przez gestapo w styczniu 1941 r. Więziona w Kielcach i Pińczowie. W 1942 r. przewieziona do obozu koncentracyjnego w Ravensbrück, a następnie Neu Rohlau pod Karlsbadem, gdzie pracowała w fabryce porcelany. Po wyzwoleniu obozu przez wojska USA przebywała we Włoszech, gdzie kontynuowała naukę w Porto San Giorgio w liceum założonym przez 2. Korpus Armii Polskiej. Publikowała w wydawanych tam periodykach polskich „Orzeł Biały”, „Ochotniczka”, „Kresowym szlakiem”. Służyła w Pomocniczej Służbie Wojskowej Kobiet. Była w tym czasie sekretarką Melchiora Wańkowicza. W numerze 36 „Orła Białego” z 1945 r. opublikowała nowelę „Tomuś” – podawaną przez nią za swój właściwy debiut pisarski.
Zdała maturę w 1946 r. Po otrzymaniu stypendium Polskiej Misji Katolickiej w Paryżu rozpoczęła studia na Sorbonie (kierunek filologia romańska; stopień licenciée ès lettres uzyskała w 1949 r.). W 1948 r. poślubiła Kazimierza Romanowicza (1916–2010), księgarza i wydawcę, z którym w latach 1946–1993 współprowadziła księgarnię i wydawnictwo „Libella” oraz Galerię Lambert (od 1959 r.), mieszczące się na paryskiej Wyspie św. Ludwika – jeden z ważniejszych ośrodków emigracji polskiej na obczyźnie po II wojnie światowej.
W latach powojennych współpracowała m.in. z londyńskimi „Wiadomościami” (od 1946) i paryską „Kulturą” (od 1954). Po 1956 r. publikowała okazjonalnie w periodykach krajowych, np. „Nowej Kulturze” i „Tygodniku Powszechnym”.
W 1961 r. jej wiersze z okresu pobytu w obozie ukazały się w antologii Ravensbrück. Wiersze obozowe (wyd. Związek Bojowników o Wolność i Demokrację). Podpisała list pisarzy polskich na Obczyźnie, solidaryzujących się z sygnatariuszami protestu przeciwko zmianom w Konstytucji Polskiej Rzeczypospolitej Ludowej (List 59).
Należała do Związku Pisarzy Polskich na Obczyźnie, a od 1989 roku Stowarzyszenia Pisarzy Polskich. Jej archiwum znajduje się w Archiwum Emigracji w Bibliotece Uniwersyteckiej w Toruniu.
Przez lata wraz z mężem mieszkała w Paryżu w domu przy ul. Debelleyme. Zmarła w Domu Spokojnej Starości Polskiego Funduszu Humanitarnego w Lailly-en-Val, gdzie spędziła ostatnie lata życia. Spoczęła 6 kwietnia 2010 r. na cmentarzu wiejskim w pobliżu swojego dawnego letniego domu w Jours, w Burgundii.
Była matką Barbary Romanowicz.
Autorami książek monograficznych poświęconych życiu i twórczości Zofii Romanowiczowej są Anna Jamrozek-Sowa oraz Arkadiusz Morawiec.

## Nagrody i wyróżnienia
- 1956 – Nagroda Związku Pisarzy Polskich na Obczyźnie[5], Nagroda Młodych im. S. Strońskiego (za książkę Baśka i Barbara)
- 1964 – Nagroda Fundacji im. Kościelskich
- 1966 – Nagroda londyńskich „Wiadomości” (za książkę Próby i zamiary)
- 1971 – Nagroda Fundacji Alfreda Jurzykowskiego (Nowy Jork)
- 1980 – Nagroda Związku Pisarzy Polskich na Obczyźnie (za książkę Skrytki)
- 1986 – Nagroda literacka im. Zygmunta Hertza, przyznawana przez paryską „Kulturę”
- 1988 – Nagroda Związku Pisarzy Polskich na Obczyźnie (za całokształt twórczości)

## Twórczość
- Baśka i Barbara powieść; Libella 1956, Państwowy Instytut Wydawniczy 1958 (wydanie II i III), Libella – 1985 (wydanie fotooffsetowe)
- Przejście przez Morze Czerwone; Libella – 1960, Państwowy Instytut Wydawniczy – 1961
- Słońce dziesięciu linii powieść; Libella – 1963
- Szklana kula powieść; Libella – 1964
- Próby i zamiary opowiadania; Polska Fundacja Kulturalna – 1965
- Łagodne oko błękitu powieść; Libella – 1968, PAX – 1987, ISBN 83-211-0881-4.
- Groby Napoleona powieść; Polska Fundacja Kulturalna – 1972
- Sono felice powieść; Polska Fundacja Kulturalna – 1977; Siedmioróg – 1995, ISBN 83-86685-35-2, seria „Polska powieść współczesna”
- Skrytki powieść; Instytut Literacki – 1980
- Na wyspie powieść; Instytut Literacki – 1984
- Ruchome schody powieść; Państwowy Instytut Wydawniczy – 1995, ISBN 83-06-02457-5.
- Trybulacje proboszcza P. powieść; Wydawnictwo Algo – 2001

## Opracowania
- Brewiarz miłości. Antologia liryki staroprowansalskiej – autorka przekładu z jęz. staroprowansalskiego i opracowania; Zakład Narodowy im. Ossolińskich – 1963; seria: „Biblioteka Narodowa”, Seria 2, nr 137

## Przekłady
- Apokryfy Nowego Testamentu tłumaczenie z przekładu francuskiego; wybór i opracowanie Daniel-Rops i François Amiot; wstęp do wydania polskiego Kazimierz Borowicz; Katolicki Ośrodek Wydawniczy „Veritas” – 1955
- Św. Teresa od Dzieciątka Jezus, Dzieje duszy. Rady i wspomnienia – modlitwy – listy – Katolicki Ośrodek Wydawniczy „Veritas”, 1957
- Trubadurzy prowansalscy. Liryki najpiękniejsze Wyd. Algo – 2000, ISBN 83-88033-33-6.